# Елизабет Йохана фон Пфалц-Велденц
Елизабет Йохана фон Пфалц-Велденц (на немски: Elisabeth Johanna von Pfalz-Veldenz; * 22 февруари 1653, Лаутерекен; † 5 февруари 1718, Мьорхинген) от фамилията Вителсбахи (линия Пфалц-Велденц), е пфалцграфиня при Рейн от Пфалц-Велденц-Лютцелщайн и чрез женитба вилд– и Рейнграфиня на Салм-Кирбург-Мьорхинген.

## Живот
Дъщеря е на пфалцграф и херцог Леополд Лудвиг (1625 – 1694) и съпругата му Агата Христина фон Ханау-Лихтенберг (1632 – 1681), дъщеря на граф Филип Волфганг фон Ханау-Лихтенберг (1595 – 1641) и първата му съпруга графиня Йохана фон Йотинген-Йотинген (1602 – 1639).
Елизабет Йохана се омъжва на 27 декември 1669 г. в Мьорхинген за вилд– и Рейнграф Йохан XI фон Салм-Кирбург-Мьорхинген (* 17 април 1635; † 16 ноември 1688, Флонхайм), единстевеният син на вилд – и Рейнграф Ото Лудвиг фон Салм-Кирбург-Мьорхинген (1597 – 1634) и съпругата му Анна Магдалена фон Ханау (1600 – 1673). Те нямат деца.
След смъртта на Йохан през 1688 г. Елизабет Йохана получава за вдовишка резиденция дворец Мьорхинген и принадлежащите му места, също и господствата Димеринген и Хелфинген в Елзас за доживотно ползване.
Елизабет Йохана умира на 5 февруари 1718 г. в Мьорхинген на 64 години и е погребана в църквата в Димеринген при Кирн/Нахай. След нейната смърт женските наследници на пфалцграф Йохан Казимир фон Пфалц-Цвайбрюкен-Клеебург и вилд – и Рейнграф Георг Фридрих проявяват претенции за Графство Мьорхинген, което лотарингски съд им го дава през 1729 г.